# Samuel Whittemore
Samuel Whittemore (* 27. Juli 1696 in Charlestown, Province of Massachusetts Bay; † 2. Februar 1793) war ein amerikanischer Bauer und Soldat. Im Alter von 78 Jahren war er der älteste bekannte Soldat in den Streitkräften des Amerikanischen Unabhängigkeitskrieges von 1775 bis 1783.

## Biografie
Whittemore wurde in Charlestown, Massachusetts geboren. Er war ein Sohn von Samuel Whittemore und Hannah Rix, beide ebenfalls Einwohner von Charlestown. Er kämpfte als Soldat unter Colonel Jeremiah Moulton im Third Massachusetts Regiment auf dem amerikanischen Schauplatz des Österreichischen Erbfolgekrieges, nämlich dem sogenannten „King George’s War“ (1744–1748). Dabei war er an der Einnahme eines französischen Forts, des Forts Louisbourg, beteiligt. Nach dem Krieg zog er nach Menotomy, ins heutige Arlington. Neuere Quellen geben an, dass er als 64-Jähriger im nordamerikanischen Siebenjährigen Krieg gekämpft hatte, während dessen er wiederum an der Einnahme des Forts Louisbourg beteiligt war. Ebenfalls nahm er 1763 an einer Strafexpedition gegen Häuptling Pontiac teil.
Keine dieser Quellen geben allerdings Dokumente an, welche diese Beteiligungen bestätigen. Allerdings behauptet eine Quelle aus dem 19. Jahrhundert, dass er als "Captain of Dragoons" (Dragoner-Hauptmann) gedient hatte.

### Schlachten von Lexington und Concord
Am 19. April 1775 kehrten britische Streitkräfte nach den Schlachten von Lexington und Concord nach Boston zurück. Dabei wurden sie beständig von amerikanischen Milizen angegriffen.
Whittemore beobachtete eine sich nähernde britische Brigade unter dem Kommando von Hugh Percy, Earl Percy, welche den Rückzug der britischen Truppen unterstützen sollte. Whittemore lud seine Muskete und griff die Soldaten des 47th Regiment of Foot aus der Deckung einer steinernen Mauer an und tötete dabei einen Soldaten. Er zog seine Duell-Pistolen und tötete zwei weitere britische Soldaten. Als er den dritten Schuss abgegeben hatte, stürmten Briten seine Stellung. Whittemore zog sein Schwert und griff an.
Samuel Whittemore erlitt eine Schusswunde im Gesicht sowie mehrere Verletzungen durch Bajonette. In der Annahme, dass er tot sei, wurde er auf der Stelle liegen gelassen. Danach wurde er von Milizen gefunden, als er seine Muskete für einen erneuten Angriff laden wollte. Er wurde zum Arzt Cotton Tufts nach Medford gebracht, der keine Hoffnung für sein Überleben äußerte. Allerdings lebte Whittemore noch weitere 18 Jahre, bis er mit 96 an einer natürlichen Todesursache starb.

## Anerkennung

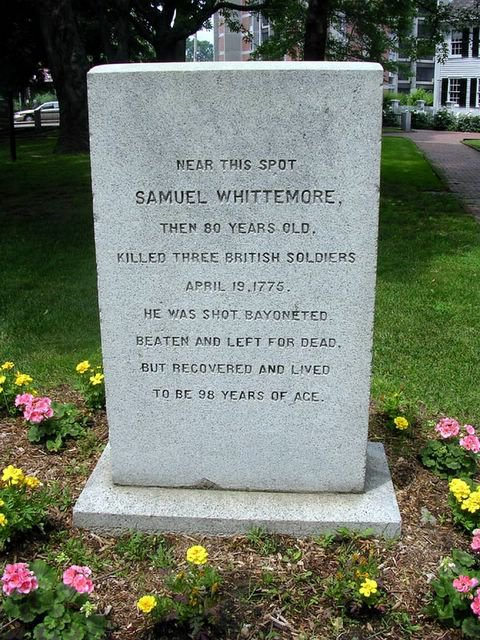
Denkmal für Samuel Whittemore in Arlington, Massachusetts.

Ein Denkmal für Whittemore steht in Arlington, Massachusetts, welches sein Alter jedoch falsch angibt. Zwei Quellen – Paige und B. B. Whittemores Genealogie – geben sein Alter während seines letzten Gefechtes mit 78 Jahren an, und seinen Tod im Alter von 96 Jahren. Inschrift des Denkmals:

“Near this spot, Samuel Whittemore, then 80 years old, killed three British soldiers, April 19, 1775. He was shot, bayoneted, beaten and left for dead, but recovered and lived to be 98 years of age.”

„In der Nähe dieses Ortes tötete Samuel Whittemore, damals 80 Jahre alt, am 19. April 1775 drei britische Soldaten. Er wurde erschossen, mit dem Bajonett erstochen und als scheinbar Toter liegen gelassen. Er erholte sich aber und lebte bis ins Alter von 98 Jahren.“

Im Jahr 2005 erklärte der Senat des Staates Massachusetts Samuel Whittemore zum offiziellen Helden des Staates. Jedes Jahr wird am 3. Februar seiner Person gedacht.
| Personendaten    | Personendaten                        |
| ---------------- | ------------------------------------ |
| NAME             | Whittemore, Samuel                   |
| KURZBESCHREIBUNG | amerikanischer Bauer und Soldat      |
| GEBURTSDATUM     | 27. Juli 1696                        |
| GEBURTSORT       | unsicher: Charlestown, Massachusetts |
| STERBEDATUM      | 2. Februar 1793                      |